# République démocratique moldave
Pour les articles homonymes, voir Moldavie (homonymie).
1917–1918
Entités précédentes :
- République russe

Entités suivantes :
- Royaume de Roumanie

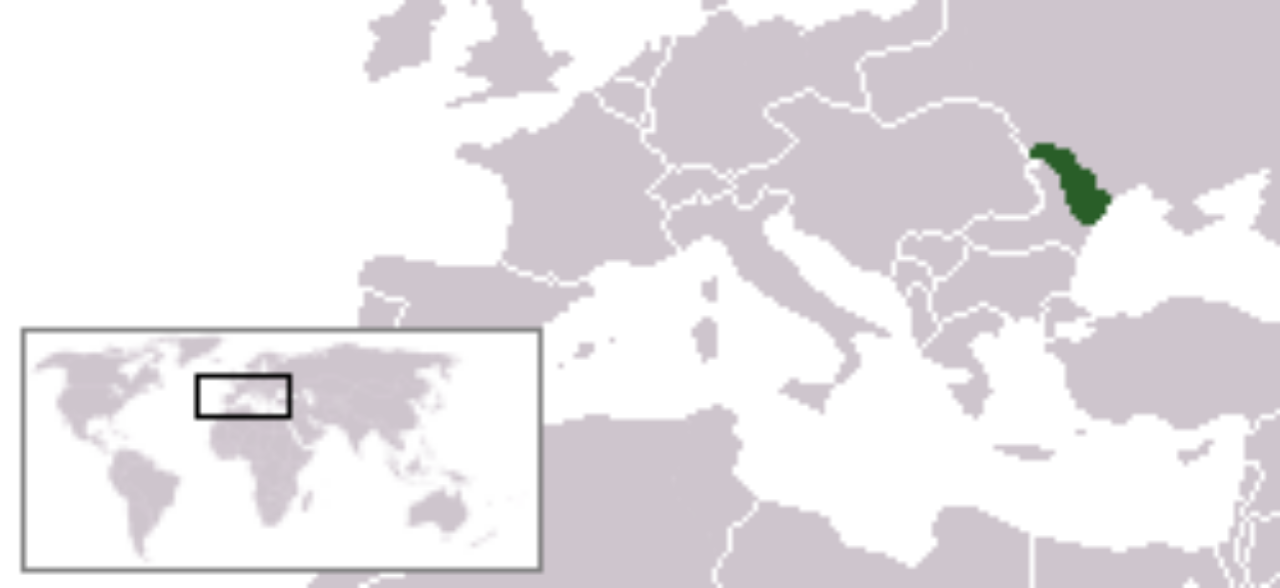
La république démocratique de Moldavie en 1917.

La République démocratique moldave a existé du 2 décembre 1917 au 27 mars 1918. La révolution russe de février 1917 et la déclaration du droits des peuples de l’Empire à s’auto-déterminer, encouragent les nationalités de l’Empire russe à recouvrer leur souveraineté : un « Soviet » se forme dans le gouvernement de Bessarabie, comme dans le reste de l’Empire : le Sfatul Țării (« Conseil du Pays » en roumain). Indépendantistes roumanophones et menchéviks y sont largement majoritaires. Le 2 décembre 1917, le Sfatul Țării proclame la République démocratique autonome de Moldavie dans les frontières de la goubernia de Bessarabie. Aussitôt, les bolchéviks locaux tentent d’en prendre le contrôle par la force, comme ils l’avaient fait à Saint-Pétersbourg en renversant la République russe. La situation est chaotique et de nombreuses troupes débandées pillent le pays. Le 13 décembre 1917, à l’appel de la majorité du Sfatul Țării, les troupes roumaines entrent en Bessarabie, encadrées par les officiers de la mission française Berthelot.
Le « Conseil du Pays » proclame l’indépendance du pays le 6 janvier 1918 sous le nom de République démocratique moldave de Bessarabie. Les bolchéviks réagissent : la république soviétique d'Odessa revendique le territoire, attaque la République démocratique moldave sur le Dniestr et mène par train blindé une incursion jusqu’à Chișinău. Le 27 mars 1918, le Sfatul Țării, effrayé par ces attaques, vote par 86 voix contre 3 et 36 abstentions, l’union avec la Roumanie. La Russie soviétique (RSFSR) refuse de reconnaître ce rattachement (la Bessarabie est d’ailleurs le seul territoire de l’Empire russe que la RSFSR continue à revendiquer par la suite, car c’est le seul qu’elle n’a pas cédé d’elle-même) et proclame fictivement le 11 mai 1919 une république socialiste soviétique de Bessarabie (en russe : Бессарабская Советская Социалистическая Республика) dont les représentants (les bolchéviks chassés du pays par l'intervention franco-roumaine) fonderont en Ukraine soviétique, le 12 octobre 1924, une République socialiste soviétique autonome moldave. Entre-temps, le traité de Paris reconnaît officiellement l’appartenance de la Bessarabie à la Grande Roumanie.

## La marche vers l'indépendance
Le Sfatul Țării s’est formé à partir de mars 1917 à partir des comités révolutionnaires ou républicains locaux.

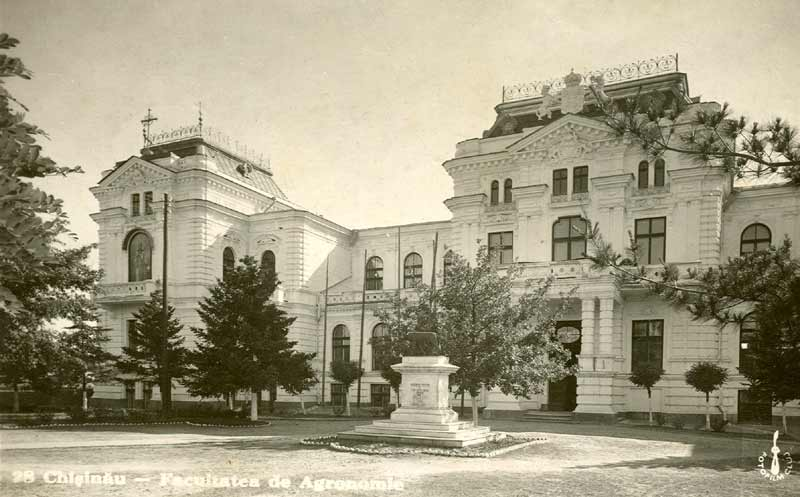
Le siège du Sfatul Țării et la réplique de la Louve romaine, affirmation de l'identité locale.

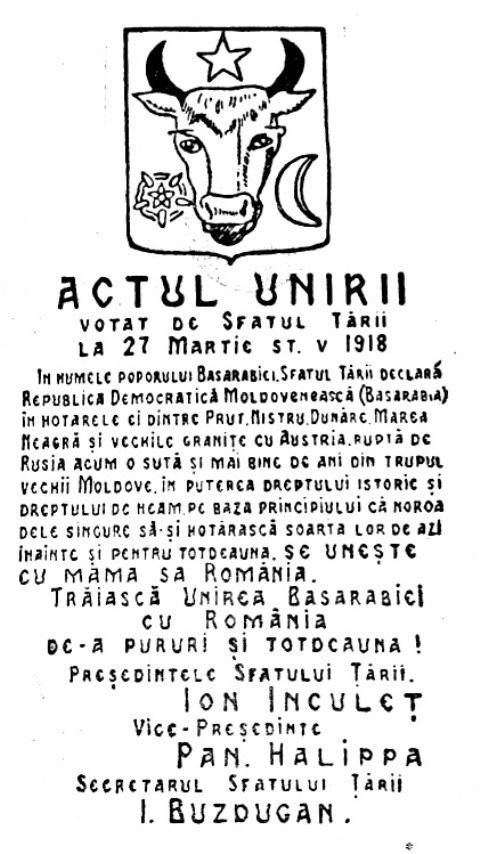
La déclaration d'union de la République démocratique moldave à la Roumanie.

En avril 1917, se crée un Parti national moldave (ro), représentant les roumanophones, majoritaires dans le pays, et présidé par Vasile Stroiescu (ro), entouré de Paul Gore, Vladimir Herța (ro), Pantelimon Halippa et Onisifor Ghibu (ro). Ce parti publie un hebdomadaire, le Cuvânt moldovenesc (ro) (« Parole moldave »).
L’été 1917, la situation dans l’ex-Empire, devenu une fragile république qui tente à la fois d’être démocratique et de poursuivre la guerre aux côtés des Alliés, se dégrade sur tous les plans. Le comité central des soviets de Chișinău propose alors le 16 juillet 1917 l’élection, au vote direct, égal, secret et universel des deux sexes, d’un « Soviet du pays » (Sfatul Țării) qui devra travailler pour formuler une « Proposition de loi pour l’autonomie territoriale » de la Bessarabie. Le 4 septembre 1917, les élections investissent 44 députés des soviets de soldats, 36 députés des soviets de paysans, 58 députés des soviets d’artisans, ouvriers, salariés, comités locaux et syndicats, soit 156 députés au total. 105 de ces députés se déclarèrent roumanophones, 15 ukrainiens, 14 juifs, 7 russes, 2 germanophones, 2 bulgares, 8 gök-oguz, 1 polonais, 1 arménien et 1 grec. Lors de sa première séance solennelle le 21 novembre 1917 le Sfatul Țării élit comme président Ion Inculeț et proclame l’égalité hommes-femmes, la laïcisation de la société, l’abolition de tous les privilèges aristocratiques, la nécessité d’une réforme agraire et l’égalité des langues (depuis 1871, seul le russe avait un statut officiel). Par la suite, le Sfatul Țării se réunira par 83 fois, prenant de plus en plus des positions dites « agrariennes », c’est-à-dire répondant aux demandes des délégués des paysans, représentés par Nicolae Bosie-Codreanu (ro), Ion Pelivan (ro) ou Nicolae Sacară (ro). Il adopte le roumain comme langue officielle et d’enseignement, et décrète la réforme agraire : les propriétés aristocratiques sont confisquées et distribuées à leurs tenanciers.
Le 2 décembre 1917, le « Conseil du Pays » proclame l’autonomie de la « République démocratique moldave », en tant que composante de la république fédérative de Russie. Toutefois, les bolcheviks, qui se sont emparés de la Douma et du pouvoir en Russie par la force en octobre 1917 (par un coup d'État appelé « révolution d'Octobre ») tentent d’en faire autant à Chișinău, ce qui effraye les députés et détermine le Sfatul Țării à proclamer l’indépendance de la Moldavie le 24 janvier 1918.
La réaction des bolcheviks est d’entrer en opposition armée (comme ailleurs dans l’ex-Empire) et d’enrôler les soldats affamés, débandés du front, dans des « brigades rouges » qui vivent sur le pays et tentent de s’emparer des gares, ponts et entrepôts. Les bolcheviks offrent une prime à quiconque tuera les chefs du Sfatul Țării, qualifiés de « traîtres » et de « vendus ». Assailli par les plaintes des paysans, des monastères, des commerçants juifs et arméniens pillés et rançonnés par les « brigades rouges », le Sfatul Țării fait appel au général Scherbatchev, commandant de l’armée russe en Roumanie voisine. Celui-ci, dont l’autorité se limitait désormais à son proche état-major, transmet la demande à l’état-major roumain et français, commandé par le français Berthelot. Ce dernier intervient en Bessarabie avec des troupes franco-roumaines, et en chasse les « brigades rouges » le 13 janvier 1918.
Les « brigades rouges » sont forcées de se retirer en Ukraine, où elles rejoignent la république soviétique d'Odessa proclamée fin janvier 1918, dans sa lutte contre les indépendantistes ukrainiens, les anarchistes et les blancs antibolchéviques. Mais si les méthodes des bolchéviks dressent contre eux la majorité des populations, leurs idées ne perdent pas leur attrait : elles gagnent même des soldats roumains et français (parmi ces derniers, Maurice Foucault et Louis Thomas, qui seront plus tard des militants du PCF).

## Trois mois d'indépendance
Aussi, le 24 janvier 1918, le Sfatul Țării vote à l’unanimité l’indépendance de la République démocratique moldave, et constitue son Comité directeur en gouvernement. Ion Inculeț est élu président ; il nomme Daniel Ciugureanu (ro) Premier ministre.
Début 1918, Lénine négocie la paix de Brest-Litowsk avec l’ Empire allemand : il est de notoriété publique qu’il va leur abandonner les pays baltes, la Biélorussie, la Moldavie et l’Ukraine que, de toute manière, les bolcheviks ne parviennent pas à contrôler. L’armée russe est hors de combat, et les Franco-Roumains se retrouvent isolés et contraints, eux aussi, de négocier la paix avec les Empires centraux. Mais dans l’ancien Empire russe, la violence politique des bolcheviks dresse contre leur gouvernement de plus en plus de forces, et la guerre civile menace. Dans ce contexte, le 27 mars 1918 (9 avril 1918 selon le nouveau calendrier), le Sfatul Țării vote, par 86 voix contre 3 et 36 abstentions, l’union de la République démocratique moldave au royaume de Roumanie, évitant ainsi l’occupation allemande et ses réquisitions, ainsi que la guerre civile, qui s’abattent sur l’Ukraine voisine. Cette union fut confirmée en 1920 par le traité de Paris.

## Conditions de l'union à la Roumanie
Le Sfatul Țării a voté l’union avec la Roumanie sous les conditions suivantes :
1. l’adoption par le gouvernement et le parlement roumains de la réforme agraire ;
2. l’autonomie de la province de Bessarabie au sein du Royaume avec un Conseil provincial contrôlant le budget local et nommant les fonctionnaires de l’administration provinciale ;
3. le respect des droits des minorités ;
4. la présence dans le gouvernement roumain d’au moins deux ministres issus de Bessarabie ;
5. l’adoption par la Roumanie du vote direct, égal, secret et universel masculin et féminin ;
6. le respect de la liberté d’opinion, d’expression, de culte et de réunion ;
7. l’amnistie générale pour toutes les personnes ayant été condamnées pour raisons politiques durant la révolution.

Treize députés étant absents et 135 présents, 86 votèrent pour l’union, 3 contre, et 36 s’abstinrent. L’annonce du résultat fut suivie de manifestations de joie dans la population où l’on cria « Vive l’union, vive la liberté, vive la paix ! ».
Après que le Parlement roumain a accepté les conditions de l’union en novembre 1918, le Sfatul Țării vota une motion exprimant sa confiance dans l’avenir démocratique du nouvel État, puis prononça son auto-dissolution le 27 novembre 1918. La Bessarabie devint une province du royaume de Roumanie.
Un an plus tard, les élections parlementaires en Bessarabie envoyèrent au parlement de Bucarest 90 députés et 35 sénateurs qui, le 20 décembre 1919, ratifièrent, ainsi que ceux des autres régions roumanophones, les actes d’union votés par le Sfatul Țării, par le Congrès transylvain et par le Congrès bucovinéen.
Parmi les sept conditions à l’union formulées par le Sfatul Țării, deux furent pleinement remplies (la réforme agraire, achevée en 1923 et le respect des libertés publiques adopté en 1921), trois le furent partiellement (l’amnistie politique, mais elle ne fut pas totale : les bolchéviks en furent exclus ; le droit de vote féminin fut adopté, mais soumis à des restrictions, et le respect des minorités tint jusqu’en 1938) et deux ne le furent pas (l’autonomie territoriale et la présence obligatoire de deux ministres bessarabiens). En ce sens, l’historien Anatol Petrencu (ro) a estimé dans son ouvrage Au service de la muse Clio (2000) que l’union de la République démocratique moldave (et aussi de la Transylvanie et de la Bucovine, auparavant austro-hongroises) avec le royaume de Roumanie, a contribué à démocratiser ce dernier, même si cette démocratisation n’est pas allée jusqu’au bout et même si le régime parlementaire a fini par s’effondrer en 1938 face aux nationalismes xénophobes consécutifs à la crise de 1929.

## Présidents
La République démocratique moldave a eu trois présidents :
- Ion Inculeț (21 novembre 1917 - 2 avril 1918)
- Constantin Stere (2 avril - 25 novembre 1918)
- Pantelimon Halippa (25-27 novembre 1918).

## Le sort des anciens duSfatul Țăriisous le régime soviétique
Le Sfatul Țării a fait de la Bessarabie le premier territoire roumanophone à proclamer son union avec la Roumanie, en mars 1918. Lorsqu’ils purent revenir en 1940, les Soviétiques avaient tiré les leçons de cet évènement et ils déportèrent les roumanophones ayant dépassé le baccalauréat, soit plus de 30 000 personnes qui n’avaient pas eu le temps de passer le Prut pour se réfugier dans la partie de la Moldavie restée roumaine. Dans cette « première fournée » qui n’est que le début d’une longue série, figurent 14 anciens députés du Sfatul Țării dont un ancien ministre de la République démocratique moldave. Le dossier no 824 conservé dans les archives du Service d’Information et de Sécurité de la Moldavie, relate le sort de ces détenus, capturés par les Soviétiques le 29 juin 1940, après que l’URSS, grâce au Pacte germano-soviétique, ait annexé la Bessarabie la veille.
Le 30 juin 1940, le major Sazykine, chef du NKVD à Chișinău, expédie au « commissaire du Peuple » (ministre) pour l’Intérieur de l’URSS, Laurent Pavlovitch Béria, un télégramme pour lui annoncer sa prise (en fait il avait fait cueillir ces hommes âgés chez eux) et demander l’autorisation d’organiser un procès à la soviétique pour « Trahison des intérêts du peuple moldave », mais les détenus mourront en détention sans avoir été « jugés ».

## En images

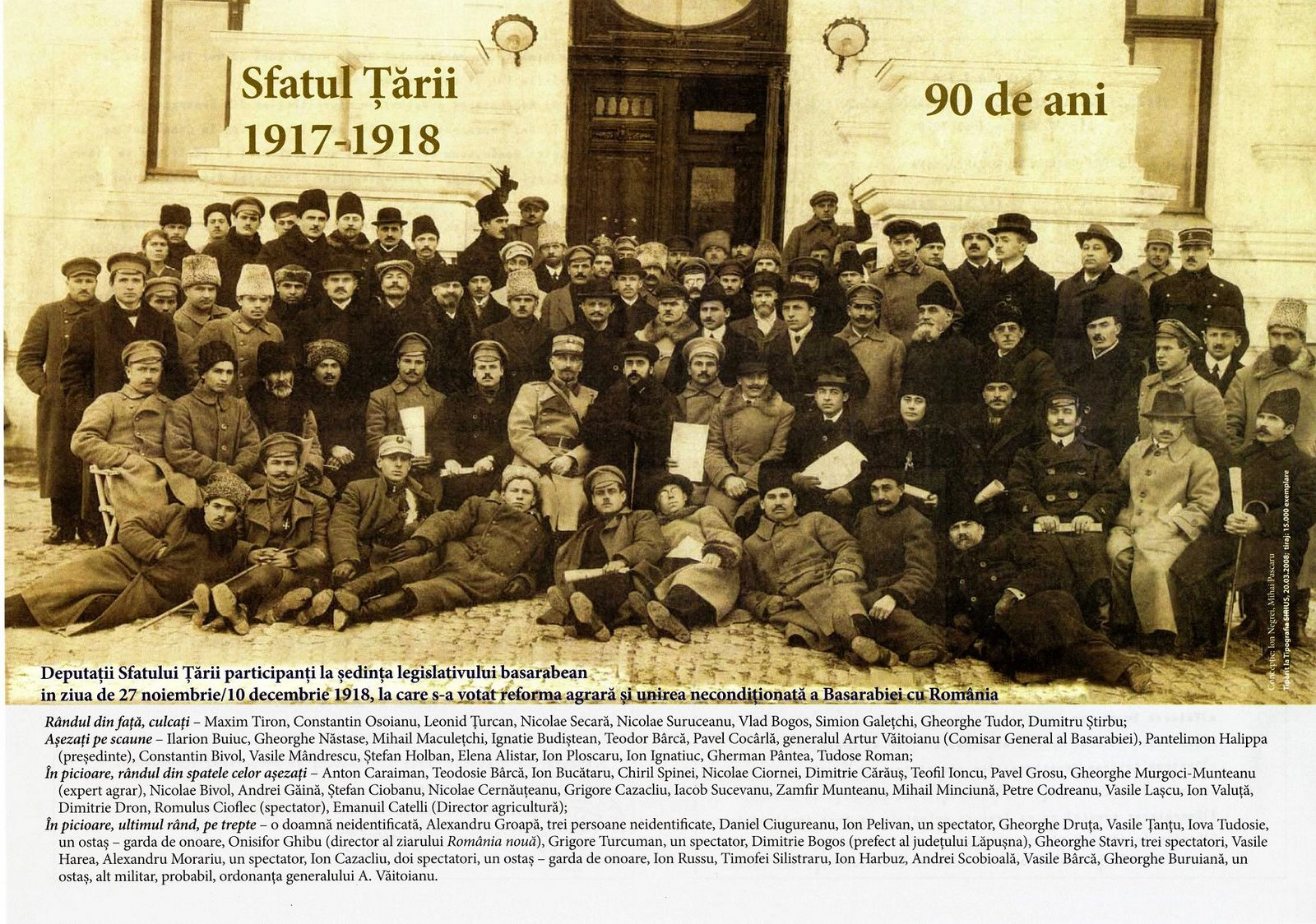
Le Sfatul Țării le 10 décembre 1918 avec Gherman Pântea, Artur Văitoianu, Pantelimon Halippa, Elena Alistar, Daniel Ciugureanu.
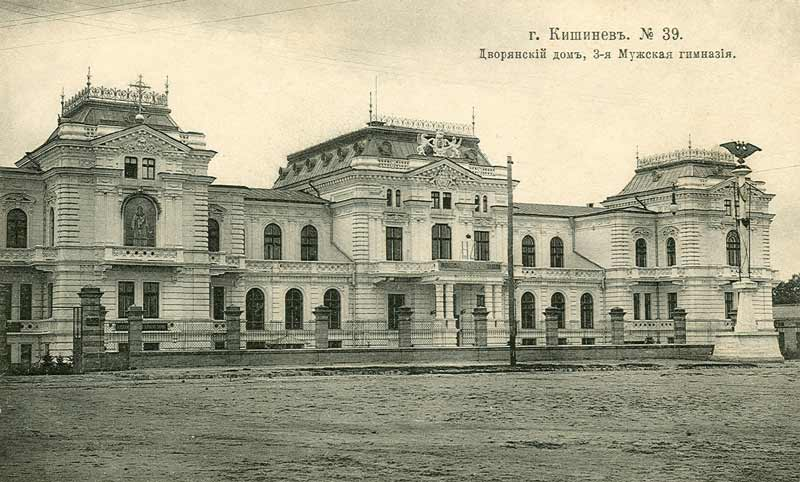
Le siège du Sfatul Țării.
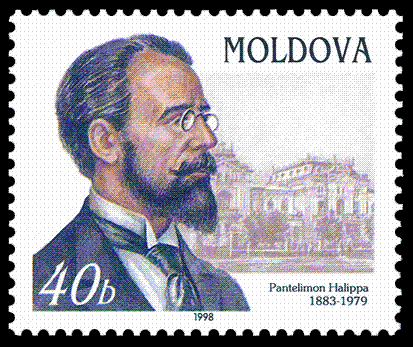
Timbre de Moldavie commémorant la République démocratique moldave.
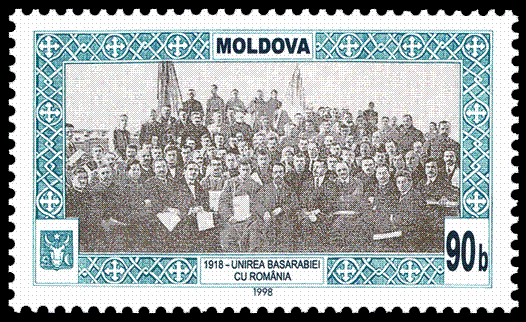
Timbre de Moldavie commémorant la RDM.
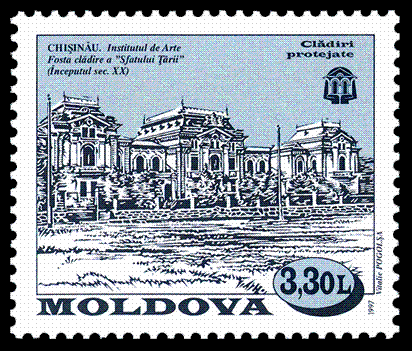
Timbre de Moldavie commémorant la RDM.